# Centre commercial d'Ülemiste
Le centre commercial d’Ülemiste (en estonien : Ülemiste Keskus) est un centre commercial situé à Tallinn en Estonie.

## Présentation
Le centre est situé à Ülemiste à côté de l'aéroport de Tallinn. 
Ülemiste Keskus est le plus grand centre commercial de Tallinn et d'Estonie.
Ouvert en 2004, le centre comptait environ 160 commerces, établissements de services et restaurants.
En 2008, la superficie du centre d’Ülemiste était de 50 000 m2.
Après l'achèvement de la deuxième phase de construction d'Ülemiste Keskus en octobre 2014, il y avait 92 000 mètres carrés de surface totale, environ 60 000 mètres carrés de surface locative, 210 magasins et restaurants et un total de 1 700 places de stationnement.
Le centre d’Ülemiste s'est encore agrandi en 2019, portant la superficie totale à 125 000 mètres carrés.
Le centre est géré par Ülemiste Keskus OÜ, qui a réalisé 12 millions d’euros de revenus locatifs en 2015 et dont le bénéfice net de la même année était de 11,5 millions d’euros. Le propriétaire de la société est Ülemiste Holding Nederland B.V., qui à son tour appartient à Linstow AS enregistrée en Norvège.

## Accès
Le centre commercial est desservi par les lignes de bus 2, 7, 15, 45, 49, 64 et 65.
Il est aussi desservi par l’arrêt Ülemiste jaa de la ligne 4 du tramway de Tallinn.
Le centre commercial est en bordure des routes Tartu mnt et 2.

## Galerie

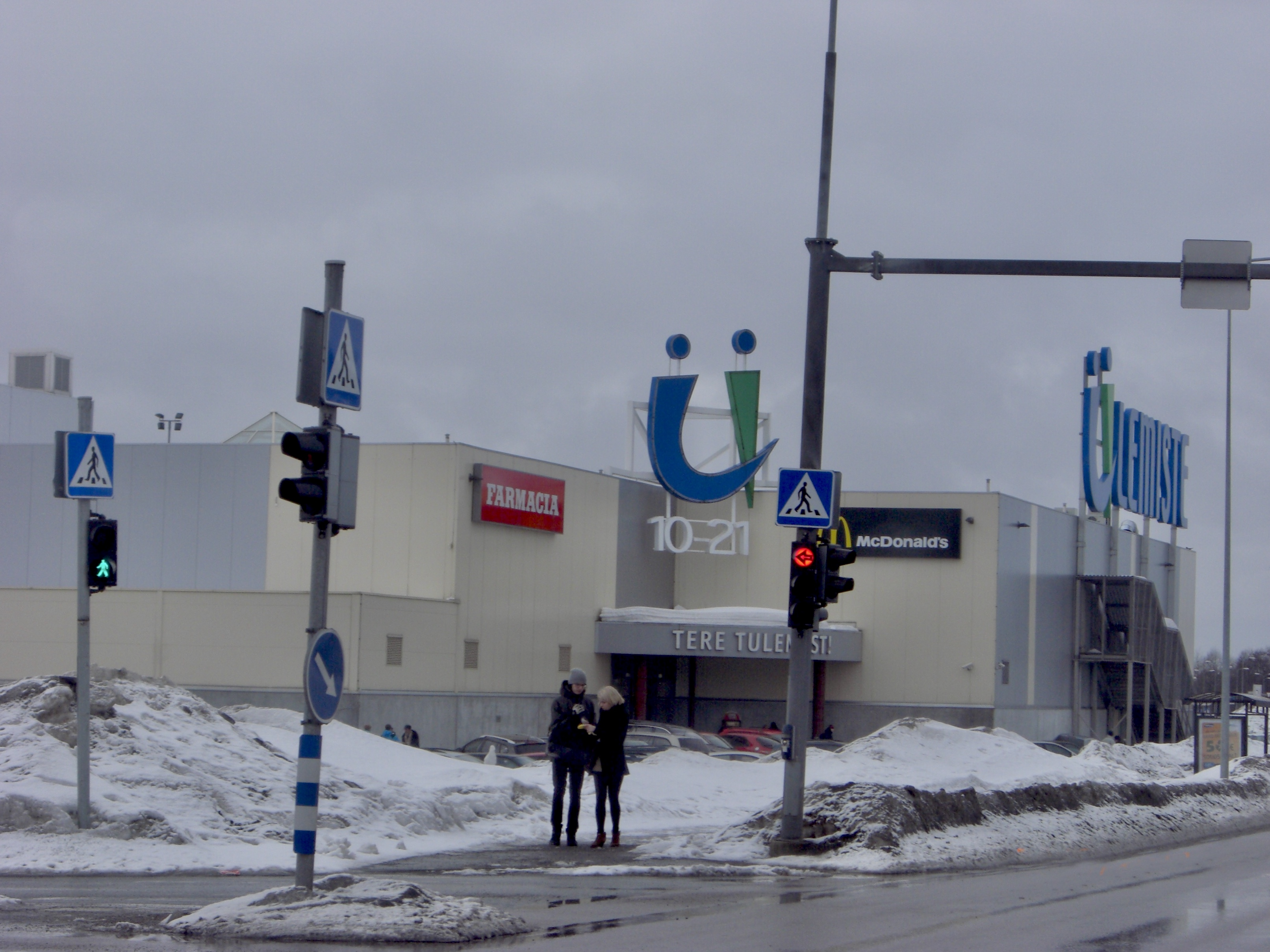
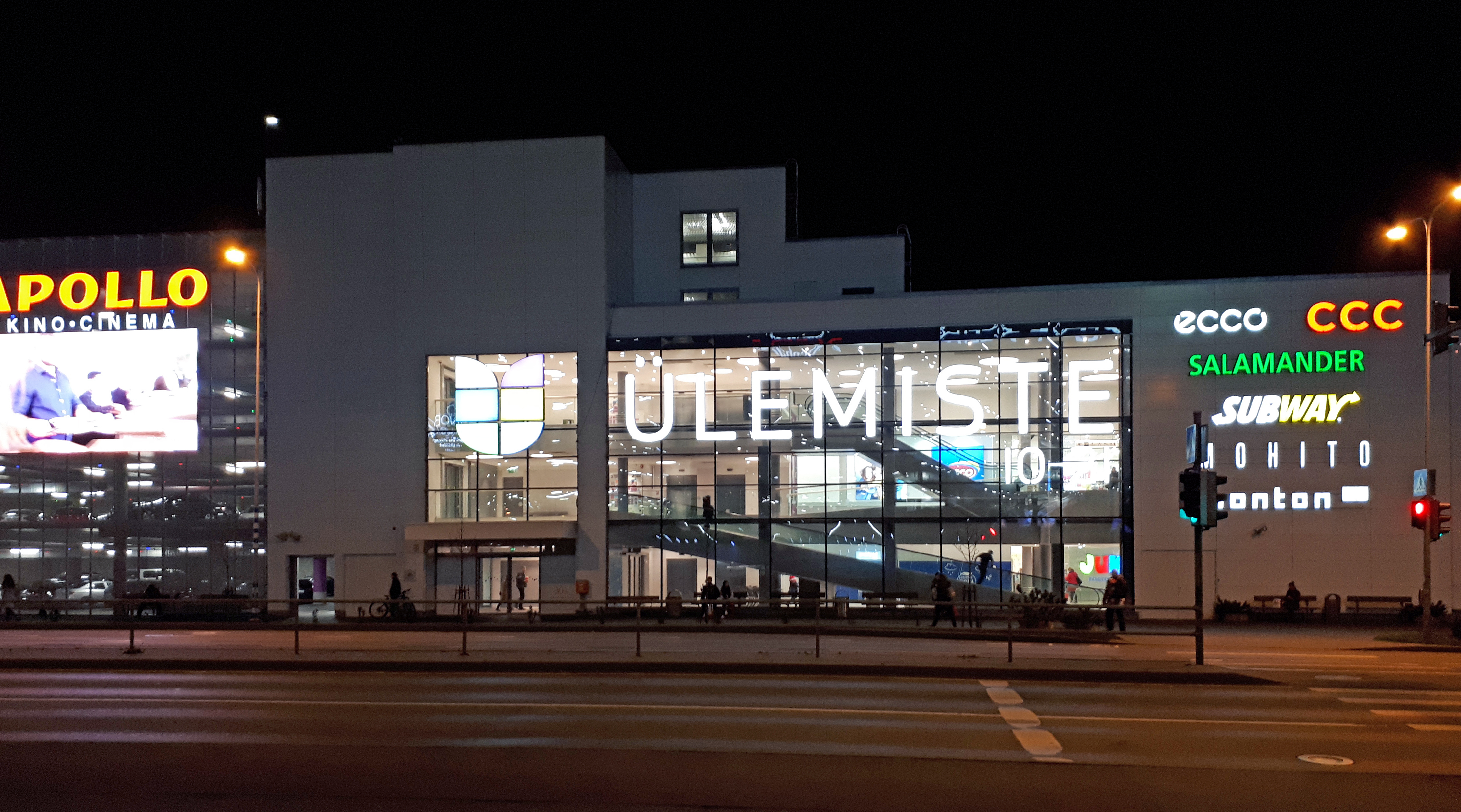